# Michael Gielen
Michael Andreas Gielen, né le 20 juillet 1927 à Dresde (Allemagne) et mort le 8 mars 2019 à Mondsee (Autriche), est un chef d'orchestre et compositeur autrichien et allemand.

## Biographie
En raison des origines juives de sa mère, Michael Gielen se réfugie, en 1940, avec sa famille, à Buenos Aires, où il apprend le piano et la composition. Il se familiarise avec la direction d'orchestre au côté d'Erich Kleiber, dont il fut le corépétiteur au Teatro Colón. Il fait également des études de philosophie.
À partir des années 1970, Michael Gielen s'est construit une réputation inébranlable de spécialiste de la musique du XXe siècle, et tout particulièrement de la Seconde école de Vienne et de Gustav Mahler. En 1979, il enregistre le Requiem de Berlioz, puis Lélio en 2000.
De 1986 à 1999, il dirige l'Orchestre symphonique de la SWR de Baden-Baden.
Il est élu membre de l'Académie des arts de Berlin en 1997.